# 卡韦萨梅萨达
卡韦萨梅萨达，是西班牙卡斯蒂利亚-拉曼恰托莱多省的一个市镇。总面积60平方公里，总人口459人（2001年），人口密度8人/平方公里。